# 핸즈코퍼레이션
핸즈코퍼레이션 주식회사(영어: Hands Corporation)는 대한민국의 자동차 휠 기업이다.

### 내용주
1. ↑  공모가 12,000원에 코스피 시장에 상장